# Lois Hardwick
Lois Hardwick (1918-1968) est une actrice américaine.
Elle a joué le rôle d'Alice dans Alice Comedies de Walt Disney ainsi que quelques autres films.

## Filmographie
- 1927 : Alice's Circus Daze Alice
- 1927 : Alice's Three Bad Eggs Alice
- 1927 : Alice's Knaughty Knight Alice
- 1927 : L'Heure suprême (Seventh Heaven) Bit Role
- 1927 : Alice's Picnic Alice
- 1927 : Alice's Channel Swim Alice
- 1927 : Alice in the Klondike Alice
- 1927 : Alice's Medicine Show Alice
- 1927 : Alice the Whaler Alice
- 1927 : Alice the Beach Nut Alice
- 1927 : Alice in the Big League Alice
- 1928 : Halfback Buster
- 1928 : The Bargain Hunt non crédité
- 1928 : Hubby's Weekend Trip non crédité Extra
- 1928 : Teacher's Pest
- 1929 : Out at Home
- 1929 : Have Patience
- 1929 : Knockout Buster
- 1929 : Tige's Girl Friend
- 1929 : Stop Barking